# Josep Alcoverro i Carós
Josep Alcoverro i Carós (1880, Barcelona – 8. srpna 1908 Barcelona) byl katalánský doktor filozofie a literatury, autor metodiky pravopisu, básní a divadelních her, které byly provedeny v Cercle Catòlic de Sant Josep v Sant Andreu de Palomar. V roce 1901 a v roce 1904 vydal výběr z Ezopových bajek ve verších.

## Dílo
- Suspirs i fantasies (1899)
- La Competència : sarzuela en un acte y en vers (1899)
- Qui no crida no és valent : comedia en un acte y en prosa (1900)
- Aplech de versos (1907)
- A Misses dites ó La Lectura del Tenorio : comedia en un acte y en vers (1899)
- Odi de races : drama en tres actes y en prosa (1901)

### Překlady
- Ezop. Faules. Barcelona: Francisco Badia, 1901 a 1904